# フェイバー・ドライヴ
フェイバー・ドライヴ (Faber Drive) とは、カナダの西部に位置するブリティッシュ・コロンビア州,ミッションにて結成されたポップ・パンクバンドである。
カナダで非常に高い人気を誇るバンドで、カナダのグラミー賞ともいえる「Juno award」にノミネートされた経験を持っている。

## 現在のメンバー
- デイヴ・フェイバー/Dave Faber - (ヴォーカル・ギター)
- ジャーミィ・リドル/Jeremy Liddle - (ベース)
- ジョーダン・プリケット/Jordan Pritchett - (ギター)
- アンドリュー・ストリコ/Andrew Stricko - (ドラム)

### 旧メンバー
- レイ・ブル/Ray Bull - (元ドラマー 2004-2008)
- デイヴィッド・ヒンスリー/David Hinsley - (元ギタリスト 2004-2008)
- カルヴィン・レクナー/Calvin Lechner - (元ドラマー　2008年8月-2009年4月)

## 特徴
彼等が作成する楽曲は全体的にミドルテンポのものが多く、一般的にはポップ・パンクやパワーポップにカテゴライズされることが多い。また、カナダ出身というバックボーンも相まってか、同系統のバンドよりも哀愁を帯びた楽曲が多いのが特徴である。

## 略歴
2004年に、カナダ西部のブリティッシュ・コロンビア州に位置する田舎町「"ミッション"」にて、フェイバーとレイ・ブルの二人が中心となり「"Faber"」という名のバンドを結成。その後、地元でのライブ活動を行う内に、その卓越したライティングセンスや、ずば抜けたメロディセンス等に注目が集まり、着実に人気を獲得していく。最終的に、メジャーレーベルのユニバーサル・レコードから誘いが掛かり、契約を結ぶことに成功。その後、バンド名を「"Faber Drive"」へ変更した。
そして、2007年5月15日に1stアルバム「Seven Second Surgery」をリリースする。プロデューサーにヒンダーのデビューアルバムを大ヒットへ導いたブライアン・ホウス (Brian Howes) を迎えて作成された力作となっており、各方面から高い評価を獲得。特に米大手の音楽専門サイト「All Music」からは、5点満点中4.5点という高得点をマークした。また、このアルバムからのシングルがいずれもカナダでヒットを記録しており、カナダ最大の音楽の祭典「Juno award2008」においては、「NEW GROUP OF THE YEAR 」にノミネートされている。
しかし、2008年に入りレイ・ブルとデイヴィッド・ヒンスリーの二人がバンドから脱退。しばらくは、残った二人で活動を行っていた。2009年に入ると、ジョーダン・プリケットとアンドリュー・ストリコの二人を正式メンバーに迎え入れる。
その後、アメリカのテレビドラマ「カイルXY」の2009年1月に放映されたエピソード3.01に出演を果たす。また、1stアルバムに収録されている「"Killin' Me"」と「"Summer Fades to Fall"」の二曲が同ドラマ内にて使用された。
そして、2009年11月10日には、2ndアルバム「Can't Keep A Secret」をリリース。このアルバムからの1stシングル「"G-Get Up and Dance"」は、カナダでプラチナムディスクを獲得するヒットを記録しており、彼らの中で最も売れた楽曲となっている。

## ディスコグラフィー

### アルバム
| 発売日         | アルバムのタイトル   | 販売レーベル                  | カナダアルバムチャート最高位 | セールス |
| 2007年5月15日  | Seven Second Surgery | 604 Records/Universal Records | -                            | -        |
| 2009年11月10日 | Can't Keep A Secret  | 604 Records/Universal Records | 37位                         | -        |

### シングル
| 発表 | 曲名                                     | 各チャート最高位 | 各チャート最高位             | 収録アルバム         | ゴールド等認定      |
| 発表 | 曲名                                     | Canadian Hot 100 | Hot Canadian Digital Singles | 収録アルバム         | ゴールド等認定      |
| ---- | ---------------------------------------- | ---------------- | ---------------------------- | -------------------- | ------------------- |
| 2007 | "Second Chance"                          | 22               | 65                           | Seven Second Surgery | –                   |
| 2007 | "Tongue Tied"                            | 17               | 21                           | Seven Second Surgery | ゴールド (カナダ)   |
| 2008 | "Faber Drive song"                       | 19               | 38                           | Seven Second Surgery | ゴールド (カナダ)   |
| 2008 | "Sleepless Night (featuring Brian Melo)" | –                | –                            | Seven Second Surgery | –                   |
| 2009 | "G-Get Up and Dance"                     | 6                | –                            | can'T keEp A SecrEt  | プラチナム (カナダ) |
| 2009 | "Give Him Up"                            | 26               | –                            | can'T keEp A SecrEt  | –                   |

### EP
- Faber(2005)

### ミュージックビデオ
- Second Chance Seven Second Surgery
- Tongue Tied
- When I'm With You
- Sleepless Nights (Never Let Her Go)

全て1stアルバム「Seven Second Surgery」に収録。